# Райнхард фон Геминген (1698 – 1773)
Райнхард фон Геминген (на немски: Reinhard von Gemmingen-Guttenberg; * 19 ноември 1698 в Дурлах; † 8 юни 1773 в Карлсруе) е благородник от 2. клон Бонфелд-Гутенберг, фрайхер на Геминген-Гутенберг в Бонфелд (част от Бад Рапенау), основава 2. клон (Бонфелд Унтершлос) на II. линия (Геминген, Гутенберг) на фамилията на фрайхерен фон Геминген. Той е довереник на маркграфа на Баден. Той е президент на камерата в двора на
маркграфовете Карл Вилхелм и Карл Фридрих в Карлсруе, също камер-президент в Бранденбург-Ансбах и губернатор на Вюртемберг-Мьомпелгард.
Той е вторият син на Фридрих Кристоф фон Геминген (1670 – 1702), „обер-щалмайстер“ и „оберст-вахтмайстер“ на Маркграфство Баден-Дурлах, и съпругата му Бенедикта Хелена фон Геминген (1674 – 1746), дъщеря на Райнхард фон Геминген (1645 – 1707) и фрайин Мария Елизабета фон Найперг (1652 – 1722). Баща му Фридрих Кристоф фон Геминген е убит на 32 години на 4 октомври 1702 г. в Битката при Фридлинген.
Брат е на Фридрих Казимир (1694 – 1744, Вецлар), 1. клон (Бонфелд Обершлос), и Филип (1702 – 1785), 3. клон (Гутенберг).
Райнхард фон Геминген отива 1710 г. в княжеското училище (Pädagogium regium) в Хале и следва до 1719 г. в Гисен и Хале. След това той управлява замък Гутенберг и през 1724 г. става камер-юнкер и дворцов съветник на маркграфа на Баден. Той става възпитател на синовете на принц Кристоф фон Баден-Дурлах, които придружава до Айзенах и от 1727 до 1731 г. е в Швейцария. През 1732 г. той получава „орден за вярност“ и е повишен на камер-майстер. През 1733 г. той е придружител на маркграфа, когато той заради французите се мести от
Карлсруе в Ращат. През 1735 г. той получава фогтая на господство Хохберг. През 1736 г. двамата с маркграфа се връщат обратно в Карлсруе. През 1746 г. той е таен съветник и президент на камерата. През 1748 г. той се жени за Мария Магдалена фон Беренфелс, която преди това е дворцова дама в двора на Дурлах. Същата година вюртембергският херцог го прави таен съветник на Мьомпелгард. През 1756 г. той става министър и президент на камерата в двора на Бранденбург-Ансбах. През 1757 г. той се връща обратно като камер-президент в Карлсруе.
От 1761 г. очите му са болни от „старческо перде“ (катаракта), но той остава на службите си. Заедно с брат си Филип фон Геминген (1702 –1785) той построява през 1767 г. новата евангелска църква на Воленберг (в Бад Рапенау). Той умира от удар.

## Фамилия
Райнхард фон Геминген се жени на 16 юли 1748 г. в Гутенберг с Мария Магдалена фон Беренфелс (* 15 декември 1708, Лар, Баден; † 2 януари 1780, Хайлброн), дъщеря на Якоб Кристоф фон Беренфелс и
Кристиана Ернестина Кехлер фон Швандорф. Мария Магдалена фон Беренфелс преди това е дворцова дама в двора на Дурлах. Те основават 2. клон (Бонфелд Унтершлос). Те имат децата:
- Карл Фридрих Август Райнхард (1749 – 1752)
- Лудвиг Еберхард (* 15 септември 1750, Мьомпелгард; † 20 януари 1841, Бонфелд), женен на 27 септември 1775 г. в Карлсруе за фрайин Луиза Августа фон Сайнт-Андрé (* 10 май 1752, Кьонигсбах; † 15 март 1815, Бонфелд); имат седем деца
- Бенедикта Елизабета (1751 – 1778), омъжена на 17 август 1773 г. за Карл фон Геузау (* 8 декември 1741, Карлсруе; † 8 февруари 1829, Карлсруе), баденски камерхер, генерал и дипломат
- Августа Фриедерика (1753 – 1818), омъжена на 24 август 1770 г. за Йурген фон Алефелт цу Заксдорф (* 20 декември 1748 в имението Дамп; † 14 септември 1823), датски камерхер